# Maybeth Carr
Maybeth Carr (Filadelfia, 4 maggio 1912 – Los Angeles, 27 dicembre 1996) è stata un'attrice statunitense, attiva come attrice bambina dal 1920 al 1924 (tra gli 8 e i 12 anni d'età).

## Biografia
Maybeth Carr nasce a Filadelfia nel 1911. Figlia degli attori William Carr e Mary Carr, recita al cinema come attrice bambina dal 1920 al 1924, al pari dei fratelli John Carr, Stephen Carr e Thomas Carr e alle sorelle Louella Carr e Rosemary Carr. Al suo debutto nel film Mamma (Over the Hill to the Poorhouse), ha al fianco la madre e ben tre dei suoi fratelli, Louella, Stephen e Rosemary.
Con il passaggio all'adolescenza si interrompe anche la sua carriera attoriale, con l'eccezione della partecipazione ad un cortometraqgio nel 1931.
Maybeth Carr muore nel 1996 a Los Angeles, all'età di 84 anni.

## Filmografia
- Mamma (Over the Hill to the Poorhouse), regia di Harry F. Millarde (1920)
- The Great Adventure, regia di Kenneth S. Webb (1921)
- Ali d'argento (Silver Wings), regia di Edwin Carewe e John Ford (1922)
- Madonna of the Streets, regia di Edwin Carewe (1924)
- Models and Wives, regia di Charles Lamont (1931) - cortometraggio